# كين مورو
كين مورو (بالإنجليزية: Ken Morrow)‏ هو لاعب هوكي الجليد أمريكي، ولد في 17 أكتوبر 1956 في فلينت في الولايات المتحدة.

## وصلات خارجية
- كين مورو على موقع دوري الهوكي الوطني (الإنجليزية)
- كين مورو على موقع قاعة مشاهير الهوكي (لاعب أن.إتش.أل) (الإنجليزية)
- كين مورو على موقع EliteProspects.com (الإنجليزية)
- كين مورو على موقع HockeyDB.com (الإنجليزية)
- كين مورو على موقع Hockey-Reference.com (الإنجليزية)
- كين مورو على موقع أوليمبيديا (الإنجليزية)